# Allen Collins
 Larkin Allen Collins Jr. (19 de julio de 1952 - 23 de enero de 1990) fue un guitarrista de rock nacido en Jacksonville, Florida. La fama que alcanzó provino de su pertenencia a la banda conocida como Lynyrd Skynyrd.

## Biografía
Cuando Collins tenía 11 años tocó por primera vez una guitarra, que un amigo le prestó.
Su madre era soltera y tenía 2 trabajos. Trabajó duro para conseguirle la guitarra a su hijo. Sin dinero para poder pagar las clases, el joven Collins tuvo que aprender sólo a tocar el instrumento. Con el tiempo, formó una banda llamada The Mods. En 1964 el grupo cambió rápidamente de nombre a Noble Five. Los otros miembros eran el bajista Larry Junstrum, el baterista Bob Burns, el guitarrista Gary Rossington y el cantante Ronnie Van Zant.
En 1965 Collins, Rossington, Van Zant y Burns cambiaron el nombre una vez más que hasta la fecha se le conoce como Lynyrd Skynyrd. Lentamente, con años de práctica juntos, tocando por diversión, lograron tocar profesionalmente. Collins se casó con Kathy Johns en 1970.

## Éxitos
Un músico llamado Al Kooper quien tomó la noticia real de esos chicos de pelo largo sureños. Con su ayuda, Lynyrd Skynyrd hizo su debut del álbum en 1973 con MCA Records. Collins como parte de Lynyrd Skynyrd completó un número de álbumes con grandes éxitos como "Saturday Night Special", "What's Your Name?" y "Sweet Home Alabama".
La banda hizo una gira mundial y los álbumes se hicieron de oro y platino.

## Fallecimiento
El 20 de octubre de 1977 el avión que se dirigía a Misisipi se estrelló, acabando con las vidas del cantante Ronnie Van Zant, el guitarrista Steve Gaines y su hermana, y el mánager de la banda Dean Kilpatrick. Los otros miembros acabaron heridos pero sobrevivieron.
En 1986 Collins y su novia, Debra Jean Watts (su esposa, Kathy Jones, había muerto, recientemente, durante el parto del tercer hijo de la pareja), tuvieron un accidente automovilístico en el que murió ella y él quedó paralizado de cintura para abajo y con problemas en la movilidad de los brazos, fue acusado y declarado culpable de homicidio involuntario, pues se sospechaba que condujo bajo los efectos del alcohol o las drogas. Más tarde utilizó su fama para prevenir a los jóvenes de los peligros de conducir bajo los efectos del alcohol. 
En un concierto a la vuelta de Lynyrd Skynyrd en 1987, Allen Collins apareció, entre muchos miembros originales de la banda, en silla de ruedas y saludó al público con nostalgia para agradecer todos los éxitos que la banda había tenido. 
Debido a las secuelas del accidente, nunca volvió a tocar en un escenario. el Falleció el 23 de enero de 1990, debido a las complicaciones derivadas de una neumonía.